# Péchaudier
Péchaudier település Franciaországban, Tarn megyében. Lakosainak száma 185 fő (2022. január 1.). Péchaudier Aguts, Cuq-Toulza, Puylaurens és Saint-Sernin-lès-Lavaur községekkel határos.

## Népesség
A település népességének változása:
| Lakosok száma | 172  | 181  | 195  | 188  | 190  | 193  | 190  | 188  | 185  |
|               | 2013 | 2015 | 2016 | 2017 | 2018 | 2019 | 2020 | 2021 | 2022 |